# Ambrósio Fernandes
Ambrósio Fernandes (Xisto, Póvoa de Varzim, Regne de Portugal, 1551 - Suzuta, Ōmura, Nagasaki, Japó, 7 de gener de 1620) va ser un germà llec jesuïta, missioner al Japó on va morir màrtir. Va ser beatificat pel papa Pius IX en 1867, juntament amb altres frares màrtirs al Japó en aquells anys.
Nasqué a Xisto, diòcesi de Porto en 1551. De jove, va decidir marxar cap a les colònies portugueses d'Extrem Orient en busca de fortuna, embarcant cap al Japó. De camí, una tempesta va estar a punt de fer naufragar el vaixell; l'experiència serví perquè el jove medités sobre el sentit de la vida i va decidir de consagrar-se al servei de Déu.
Demanà d'ingressar a la Companyia de Jesús, on entrà com a coadjutor temporal i acabà professant-hi com a coadjutor o germà llec en 1577. La seva tasca era d'auxili als predicadors missioners que treballaven al Japó, fent-ho fins al 1616. Arran d'una de les persecucions contra els cristians, els missioners van ser expulsats. Fernandes acompanya el pare Carlo Spinola; tots dos foren rebuts d'amagat a casa dels colons portuguesos Domingos Jorge i Isabel Fernandes. Fernandes fou empresonat i portat a Suzuta (Ōmura, Nagasaki), on romangué durant quatre anys fins que, afectat per les males condicions de la presó i els turments, morí el 7 de gener de 1620.
Considerat màrtir, el 7 de juliol de 1867 va ser beatificat, juntament amb altres màrtirs cristians del Japó, per Pius IX.